# George Cornet
George Thomson Cornet (ur. 15 lipca 1877 w Inverness, zm. 22 kwietnia 1952 w Rainhill) – brytyjski piłkarz wodny, dwukrotny mistrz olimpijski.
Na igrzyskach w Londynie w 1908 roku Brytyjczycy pokonali w finale Belgów, zdobywając złoto. 4 lata później na igrzyskach w Sztokholmie ponownie sięgnęli po złoto, wygrywając w finale z Austriakami 8:0.